# Laboon
Die Laboon, auch USS Laboon (Kennung: DDG-58), ist ein Lenkwaffenzerstörer der Arleigh-Burke-Klasse (Flight I) der United States Navy. Das Schiff ist nach dem U-Boot-Kommandanten und römisch-katholischen Militärgeistlichen John Francis Laboon Jr. (1921–1988) benannt.

## Geschichte

### Bau
Die Laboon wurde 1988 in Auftrag gegeben. Am 23. März 1992 wurde bei Bath Iron Works der Kiel des Schiffes gelegt, Ende Februar 1993 lief das Schiff vom Stapel. Die Benennung nach dem verdienten Marinesoldaten John Francis Laboon Jr. erfolgte gemäß dem Bezeichnungssystem für Schiffe der Streitkräfte der Vereinigten Staaten. Die offizielle Indienststellung der Laboon fand 1995 statt. Seit Indienststellung führt sie das Namenspräfix „U.S.S.“, auch in der Schreibweise „USS“, das für United States Ship steht.

### Einsätze
1996 verlegte die Laboon als Teil der Flugzeugträgerkampfgruppe um die Carl Vinson in den Persischen Golf, wo sie mit der Shiloh die ersten Marschflugkörper während der Operation Desert Strike abfeuerte. Mit Lieutenant Erica Niedermeier von der Laboon feuerte 1996 auch erstmals eine Frau in der US Navy mehrere Tomahawk-Marschflugkörper im Kriegseinsatz ab.
2000 war die Laboon der Kampfgruppe um die Dwight D. Eisenhower zugewiesen, 2002 nahm sie an Operation Enduring Freedom teil, diesmal als Eskorte für die George Washington. Die Laboon war 2007 Teil der Übung FRUKUS, einer gemeinsamen Übung der Marinen Frankreichs, Russlands, Großbritanniens und der USA. Anfang 2009 verlegte das Schiff ins Mittelmeer, wo es mit der Standing NATO Maritime Group 2 fuhr. Auch im August 2010 verlegte die Laboon ins Mittelmeer und weiter in den Indischen Ozean, um dort Piraterie zu bekämpfen.
Nach einem Attentat auf das US-Konsulat in Bengasi in Libyen am 12. September 2012, bei dem vier Diplomaten und der zuständige amerikanische Botschafter für Libyen John Christopher Stevens getötet wurden, wurde die Laboon zusammen mit der McFaul, einem weiteren Zerstörer der Arleigh-Burke-Klasse, nach Regierungsangaben ohne konkreten Einsatzbefehl vor die libysche Küste verlegt.
Beim Luftangriff auf Damaskus und Homs am 14. April 2018 beteiligte sich die Laboon mit den Einsatz von sieben Tomahawk-Marschflugkörper vom östlichen Mittelmeer aus.
Aus Anlass des Kriegs in Israel und Gaza 2023 wurde die Laboon als Teil der Kampfgruppe um die Dwight D. Eisenhower ins östliche Mittelmeer verlegt. Mit Beginn der Operation Prosperity Guardian ab 18. Dezember 2023 verlegte Laboon durch den Sueskanal und war als eines von mehreren amerikanischen Kriegsschiffen für den Schutz der Handelswege eingeteilt. Am 23. Dezember 2023 wehrte sie im südlichen Roten Meer einen Angriff von 4 unbemannten Luftfahrzeugen (Einweg-Kampfdrohnen) der Huthi ab und kam zwei angegriffenen Handelsschiffen zu Hilfe. Am 26. Dezember fingen im Roten Meer Laboon und Flugzeuge des Typs F/A-18 Super Hornet von Dwight D. Eisenhower, welche im Golf von Aden unterwegs war, 12 Einweg-Drohnen, 3 taktische ballistische Raketen und 2 gegen Landziele gerichtete Marschflugkörper ab.
Am 30. Dezember 2023 unterstützte die Laboon zusammen mit der Gravely im Roten Meer das Containerschiff Maersk Hangzhou der Mærsk-H-Klasse. Diese fuhr unter der Flagge Singapurs, kam aus dem Indischen Ozean und war von einer taktischen ballistischen Rakete der Huthi getroffen worden. Am 6. Januar 2024 vernichtete die Laboon über dem Roten Meer ein unbemanntes Luftfahrzeug. Am 9. Januar 2024 wehrten Laboon, Gravely, Mason, der britische Zerstörer Diamond der Daring-Klasse sowie Flugzeuge von Dwight D. Eisenhower einen als „komplex“ beschriebenen Angriff aus 18 Einweg-Kampfdrohnen, 2 Marschflugkörpern gegen Schiffsziele und einer taktischen ballistischen Rakete ab. Am 14. Januar 2024, zwei Tage nach den ersten Raketenangriffen auf Huthi-Kräfte im Jemen 2024, fingen Flugzeuge vor der Küste des Gouvernements al-Hudaida einen gegen Laboon gerichteten Marschflugkörper gegen Seeziele ab, woraufhin das US-Militär erstmals bekanntgab, dass die Huthi einen Angriff direkt gegen ein amerikanisches Kriegsschiff gerichtet hätten.
Am 2. Februar 2024 fingen Laboon und Flugzeuge der Dwight D. Eisenhower im Roten Meer 7 Drohnen ab. Am Morgen des 6. Februar 2024 verfehlten zwei ballistische Raketen gegen Schiffsziele den Massengutfrachter Star Nasia, eine dritte wurde durch Laboon abgefangen. Nach Mitternacht am 20. Februar 2024 fing Laboon einen gegen sie gerichteten Marschflugkörper gegen Seeziele ab.

## Technik
Laboon ist eines von 17 Schiffen der Variante Flight I der Arleigh-Burke-Klasse und wurde mit der Systemversion Baseline 4 des Aegis-Kampfsystems abgeliefert. Diese Systemversion nutzte die MIL-SPEC-Rechnersysteme mit der JETDS-Bezeichnung AN/UYK-43 bzw. AN/UYK-44, für die U-Boot-Jagd integrierte sie das System AN/SQQ-89(V).
Das Aegis-Kampfsystem mitsamt der bordeigenen Rechnerausstattung sollte bei Laboon, wie bei allen 28 Schiffen der Varianten Flight I und  Flight II der Arleigh-Burke-Klasse, im Rahmen des Projekts AEGIS Modernization Baseline ab dem Jahr 2012 modernisiert werden. Wie bereits ab der Systemversion Baseline 6 rüstete diese Modernisierung die Flugabwehrrakete RIM-162 Evolved Sea Sparrow Missile (ESSM) ein. AEGIS Modernization Baseline beinhaltete zudem das Aegis Ballistic Missile Defense System mit der Fähigkeit zur Raketenabwehr von verschiedenen Arten ballistischer Raketen mithilfe mehrerer Flugkörpertypen, darunter RIM-156A Standard SM-2ER Block IV und RIM-174 Standard Extended Range Active Missile (ERAM).